# Sneferka II
Sneferka II fou un faraó de la dinastia VII de l'antic Egipte (Sneferka I fou un faraó de la dinastia I). És esmentat al cartutx 47 de la llista d'Abidos. El seu nom, com el del faraó esmentat al seu davant, Merenhor, tampoc inclou al deu solar Ra. La traducció més versemblant del seu nom seria 'L'anima és bonica'.